# 2. udarni korpus (NOVJ)
2. udarni korpus je bil partizanski korpus, ki je deloval kot del NOV in POJ v Jugoslaviji med drugo svetovno vojno.
Korpus je bil ustanovljen 10. septembra 1943.

## Sestava
- 2. proletarska divizija
- 3. (črnogorska) divizija
- 8 partizanskih odredov Črne gore, Boke, Sandžaka in Hercegovine